# Groves-Fettschwanzmaki
Der Groves-Fettschwanzmaki (Cheirogaleus grovesi) ist eine Primatenart aus der Gruppe der Lemuren. Sie wurde Ende 2017 beschrieben und zu Ehren des kurz zuvor verstorbenen englisch-australischen Mammalogen Colin Groves benannt. Cheirogaleus grovesi kommt in der madegassischen Region Haute Matsiatra in der Provinz Fianarantsoa in den Nationalparks Andringitra und Ranomafana und in der Umgebung dieser Parks vor.

## Merkmale
Der für die Erstbeschreibung untersuchte Holotyp, ein ausgewachsenes Männchen, hat eine Körperlänge von 17,1 cm, eine Schwanzlänge von 27,7 cm und ein Gewicht von 404 g. Der Groves-Fettschwanzmaki ist damit die größte Art der Cheirogaleus crossleyi-Artengruppe. Die übrigen Arten dieser Gruppe haben ein Durchschnittsgewicht von weniger als 330 g. Der Rücken, die Gliedmaßen und der Kopf sind rötlich-braun gefärbt. Die Augenringe sind braunschwarz. Zwischen den Augen, oberhalb des haarlosen Nasenspiegels, befindet sich ein weißlicher Fleck. Die Unterseite des Unterkiefers ist weiß, der Bauch ist rötlich-grau.
Vom Rötlichen Fettschwanzmaki (Cheirogaleus crossleyi) und vom Lavasoa-Fettschwanzmaki (C. lavasoensis), seinen nächsten Verwandten in der Cheirogaleus grovesi-Artengruppe, vom in unmittelbarer geografischer Nähe vorkommenden Rückenstreifen-Fettschwanzmaki (C. sibreei) und  von einer weiteren, bisher unbeschriebenen Fettschwanzmakiart (Species CCS2) unterscheidet sich der Groves-Fettschwanzmaki auch durch diagnostische Merkmale auf den Cytochrom-b-Genen.

## Lebensraum
Der fragmentierte Lebensraum der Art besteht aus submontanem Regenwald in Höhen von 754 bis 999 m über dem Meeresspiegel. Neben dem Groves-Fettschwanzmaki leben dort auch der Goldene Bambuslemur, der Große Bambuslemur, der Kleinzahn-Wieselmaki, der Braune Mausmaki, der Edwards-Sifaka, der Peyrieras-Wollmaki, der Rotstirnmaki, der Schwarzweiße Vari und das Fingertier.